# جنیس رول
جنیس رول (انگلیسی: Janice Rule; ۱۵ اوت ۱۹۳۱ – ۱۷ اکتبر ۲۰۰۳) هنرپیشه اهل ایالات متحده آمریکا بود. از فیلم‌هایی که وی در آن نقش داشته است می‌توان به شناگر و گمشده اشاره کرد.